# 布拉德·弗莱明
布拉德·弗莱明（英語：Brad Fleming，1976年1月26日—），新西兰男子橄榄球运动员。他曾代表新西兰七人制国家队参加2002年英联邦运动会七人制橄榄球比赛，获得一枚金牌。